# Nueva Cultura
Nueva Cultura fue una revista cultural española que se editó en Valencia entre 1935 y 1937, ya durante la Guerra Civil. Tenía por subtítulo «Información, crítica y orientación intelectual».
Fue fundada por Josep Renau. En total se editaron 21 números en dos etapas que van desde enero de 1935 hasta el inicio de la guerra (julio de 1936) la primera, y después desde marzo hasta octubre de 1937. Vinculada a la defensa de la cultura popular y a la Unión de Escritores y Artistas Proletarios, en las elecciones de 1936 mostró su apoyo al Frente Popular.
En el Manifiesto de apoyo al Frente Popular que publicó poco antes de la celebración de las elecciones de febrero de 1936 denunció «la cruzada imperialista y opresora contra las minorías nacionales de España» por parte de «las camarillas encaramadas secularmente en el poder», pero que «no es llevada personalmente por estos reductos podridos de la peor tradición reaccionaria, sino que, abusando del sentimiento ingenuo y limpio que tienen de la PATRIA las masas campesinas y urbanas del Centro, se ha tratado de envenenarle levantándole contra sus hermanos (de cadena, de servidumbre) de la periferia. Y contra esto último, sobre todo, levantamos nuestra voz indignada y acusadora, denunciado la vil maniobra...».
Entre sus escritores habituales figuraron Manuel Altolaguirre, Max Aub, José Bergamín, José Bueno, Luis Cernuda, Juan Gil Albert, Ramón Gómez de la Serna, Tomás Navarro Tomás, Margarita Nelken, María Zambrano y Emili Gómez Nadal, además de pintores como Pablo Picasso, Ramón Puyol y el propio Renau. También participaron escultores como Antonio Ballester Vilaseca.